# غريتا شيكولاري
غريتا شيكولاري (بالإيطالية: Greta Cicolari)‏ (ولدت في 23 أغسطس 1982) لاعبة كرة طائرة شاطئية إيطالية اعتبارا من عام 2012 ، تلعب مع مارتا مينيغاتي. تأهلوا دورة الألعاب الأولمبية الصيفية 2012 في لندن ووصلوا إلى الدور ربع النهائي.

## روابط خارجية
- غريتا شيكولاري على موقع الاتحاد الدولي beach volleyball database (الإنجليزية)
- غريتا شيكولاري على موقع الاتحاد الأوروبي (الإنجليزية)
- غريتا شيكولاري على موقع قاعدة بيانات الكرة الطائرة الشاطئية (الإنجليزية)
- غريتا شيكولاري على موقع دوري الدرجة الأولى الإيطالي للكرة الطائرة - سيدات (الإيطالية)
- غريتا شيكولاري على موقع اللجنة الأولمبية الدولية (الإنجليزية)
- غريتا شيكولاري على موقع أوليمبيديا (الإنجليزية)